# Berliner Landespokal 2012/13
Der Berliner Pilsner-Pokal 2012/13 war die 87. Austragung des Berliner Landespokals der Männer im Amateurfußball, der vom Berliner Fußball-Verband durchgeführt wurde. Der BFC Dynamo sicherte sich zum dritten Mal nach 1999 und 2011 den Landespokal, in dem man im Finale gegen den Bezirksnachbarn SV Lichtenberg 47 mit 1:0 gewann. Damit qualifizierten sich der BFC Dynamo für den DFB-Pokal 2013/14.

## Kalender
Die Spiele des diesjährigen Berliner Landespokal wurden an folgenden Terminen ausgetragen:
| Runde               | Datum                           | Spiele | Vereine   |
| ------------------- | ------------------------------- | ------ | --------- |
| Qualifikationsrunde | 1. – 5. August 2012             | 52     | 180 → 128 |
| 1. Hauptrunde       | 7. September – 13. Oktober 2012 | 64     | 128 → 640 |
| 2. Hauptrunde       | 2. – 24. Oktober 2012           | 32     | 64 → 32   |
| 3. Hauptrunde       | 12. Oktober – 7. November 2012  | 16     | 32 → 16   |
| Achtelfinale        | 16. Februar – 24. April 2013    | 8      | 16 → 80   |
| Viertelfinale       | 10. April – 15. Mai 2013        | 4      | 8 → 4     |
| Halbfinale          | 29. Mai 2013                    | 2      | 4 → 2     |
| Finale              | 12. Juni 2013                   | 1      | 2 → 1     |

## Teilnehmende Mannschaften
Am Berliner Landespokal 2012/13 nahmen alle 180 Berliner 1. Herrenmannschaften von der Regionalliga Nordost bis zur Kreisliga C sowie der Pokalsieger der Freizeitliga teil.
Die Mannschaften gliederten sich für den Berliner Landespokal wie folgt nach Ligaebene auf (In Klammern ist die Ligaebene angegeben, in der der Verein spielt):
| Regionalliga Nordost Berliner Vertreter der Saison 2012/13 | Oberliga Nordost Berliner Vertreter der Saison 2012/13                                                        | Berlin-Liga 18 Vertreter der Saison 2012/13 | Landesliga 1. Abteilung 15 Vertreter der Saison 2012/13 | Landesliga 2. Abteilung 15 Vertreter der Saison 2012/13 |
| - Berliner AK 07 (RL) | - BFC Viktoria 1889 (OL) - BFC Dynamo (OL) - LFC Berlin (OL) - VSG Altglienicke (OL) - SV Lichtenberg 47 (OL) | - Türkiyemspor Berlin (VL) - 1. FC Wilmersdorf (VL) - Eintracht Mahlsdorf (VL) - SC Staaken (VL) - Hertha 03 Zehlendorf (VL) - Berliner Sport-Club (VL) - SFC Stern 1900 (VL) - SV Empor Berlin (VL) - TSV Rudow (VL) - Tennis Borussia Berlin (VL) - Füchse Berlin Reinickendorf (VL) - VfB Hermsdorf (VL) - SC Gatow (VL) - Adlershofer BC (VL) - Tasmania Berlin (VL) - TuS Makkabi Berlin (VL) - Club Italia (VL) - BSV Hürtürkel (VL) | - Cimbria Trabzonspor Berlin (LL) - SV Hürriyet Burgund (LL) - SC Charlottenburg (LL) - SV Sparta Lichtenberg (LL) - FC Spandau 06 (LL) - FC Stern Marienfelde (LL) - Sportfreunde Johannisthal (LL) - Grünauer BC (LL) - FC Brandenburg 03 (LL) - Sportfreunde Kladow (LL) - BFC Alemannia 90-Wacker (LL) - SV Blau-Gelb Berlin (LL) - CFC Hertha 06 (LL) - Spandauer SV (LL) - Friedenauer TSC (LL) | - BFC Preussen (LL) - Frohnauer SC (LL) - BSV Al-Dersimspor (LL) - SSC Teutonia 99 (LL) - Köpenicker SC (LL) - Weißenseer FC (LL) - Fortuna Biesdorf (LL) - Concordia Britz (LL) - SV Norden-Nordwest (LL) - Nordberliner SC (LL) - SSV Köpenick-Oberspree (LL) - 1. FC Galatasaray Spandau (LL) - Blau-Weiß Hohen Neuendorf (LL) - 1. FC Lübars (LL) - Mariendorfer SV 06 (LL) |
| Bezirksliga Saison 2012/13 | Kreisliga A Saison 2012/13                                                                                    | Kreisliga B Saison 2012/13 | Kreisliga C Saison 2012/13 | Freizeitliga Pokalsieger der Saison 2011/12 |
| 34 Vertreter der drei Abteilungen (BL) | 42 Vertreter der vier Abteilungen (KLA)                                                                       | 36 Vertreter der sechs Abteilungen (KLB) | 13 Vertreter der vier Abteilung (KLC) | Hertha 03 Zehlendorf (FZL) |
| Ligaebene in Klammern: • RL = Regionalliga • OL = Oberliga • VL = Verbandsliga (Berlin-Liga) • LL = Landesliga • BL = Bezirksliga • KLA = Kreisliga A • KLB = Kreisliga B • KLC = Kreisliga C • FZL = Freizeitliga | | | | |

## Spielmodus
Der Berliner Landespokal 2012/13 wurde im K.-o.-System ausgetragen. Es wurde zunächst versucht, in 90 Minuten einen Gewinner auszuspielen. Stand es danach unentschieden, kam es wie in anderen Pokalwettbewerben zu einer Verlängerung von 2 × 15 Minuten. War danach immer noch keine Entscheidung gefallen, wurde der Sieger im Elfmeterschießen nach dem bekannten Muster ermittelt.

## Turnierbaum
|  | Achtelfinale | Achtelfinale                  | Achtelfinale      |                             |                   | Viertelfinale | Viertelfinale | Viertelfinale |  |  | Halbfinale | Halbfinale | Halbfinale |  |  | Finale | Finale | Finale |
|  |              |                               |                   |                             |                   |               |               |               |  |  |            |            |            |  |  |        |        |        |
|  | OL           | BFC Viktoria 1889             | 3                 |                             |                   |               |               |               |  |  |            |            |            |  |  |        |        |        |
|  | RL           | Berliner AK 07                | 0                 |                             |                   |               |               |               |  |  |            |            |            |  |  |        |        |        |
|  | RL           | Berliner AK 07                | 0                 | OL                          | BFC Viktoria 1889 | 2             |               |               |  |  |            |            |            |  |  |        |        |        |
|  |              |                               |                   | OL                          | BFC Viktoria 1889 | 2             |               |               |  |  |            |            |            |  |  |        |        |        |
|  |              |                               | LL                | CFC Hertha 06               | 0                 |               |               |               |  |  |            |            |            |  |  |        |        |        |
|  | LL           | CFC Hertha 06                 | LL                | CFC Hertha 06               | 0                 | 3             |               |               |  |  |            |            |            |  |  |        |        |        |
|  | LL           | CFC Hertha 06                 |                   |                             |                   | 3             |               |               |  |  |            |            |            |  |  |        |        |        |
|  | VL           | TuS Makkabi Berlin            | 0                 |                             |                   |               |               |               |  |  |            |            |            |  |  |        |        |        |
|  | VL           | TuS Makkabi Berlin            | 0                 | OL                          | BFC Viktoria 1889 | 2             |               |               |  |  |            |            |            |  |  |        |        |        |
|  |              |                               |                   | OL                          | BFC Viktoria 1889 | 2             |               |               |  |  |            |            |            |  |  |        |        |        |
|  |              | OL                            | BFC Dynamo d      | 2                           |                   |               |               |               |  |  |            |            |            |  |  |        |        |        |
|  | OL           | OL                            | BFC Dynamo d      | 2                           | BFC Dynamo        | 7             |               |               |  |  |            |            |            |  |  |        |        |        |
|  | OL           |                               |                   |                             | BFC Dynamo        | 7             |               |               |  |  |            |            |            |  |  |        |        |        |
|  | VL           | BSV Hürtürkel                 | 0                 |                             |                   |               |               |               |  |  |            |            |            |  |  |        |        |        |
|  | VL           | BSV Hürtürkel                 | 0                 | OL                          | BFC Dynamo        | 3             |               |               |  |  |            |            |            |  |  |        |        |        |
|  |              |                               |                   | OL                          | BFC Dynamo        | 3             |               |               |  |  |            |            |            |  |  |        |        |        |
|  |              |                               | OL                | LFC Berlin                  | 0                 |               |               |               |  |  |            |            |            |  |  |        |        |        |
|  | LL           | Grünauer BC                   | OL                | LFC Berlin                  | 0                 | 2             |               |               |  |  |            |            |            |  |  |        |        |        |
|  | LL           | Grünauer BC                   |                   |                             |                   |               |               |               |  |  |            |            |            |  |  |        |        |        |
|  | OL           | LFC Berlin                    | 3                 |                             |                   |               |               |               |  |  |            |            |            |  |  |        |        |        |
|  | OL           | LFC Berlin                    | 3                 | OL                          | BFC Dynamo        | 1             |               |               |  |  |            |            |            |  |  |        |        |        |
|  |              |                               |                   |                             |                   |               |               |               |  |  |            |            |            |  |  |        |        |        |
|  |              | OL                            | SV Lichtenberg 47 | 0                           |                   |               |               |               |  |  |            |            |            |  |  |        |        |        |
|  | OL           | OL                            | SV Lichtenberg 47 | 0                           | SV Lichtenberg 47 | 6             |               |               |  |  |            |            |            |  |  |        |        |        |
|  | OL           |                               |                   |                             | SV Lichtenberg 47 | 6             |               |               |  |  |            |            |            |  |  |        |        |        |
|  | LL           | Spandauer SV                  | 5                 |                             |                   |               |               |               |  |  |            |            |            |  |  |        |        |        |
|  | LL           | Spandauer SV                  | 5                 | OL                          | SV Lichtenberg 47 | 3             |               |               |  |  |            |            |            |  |  |        |        |        |
|  |              |                               |                   | OL                          | SV Lichtenberg 47 | 3             |               |               |  |  |            |            |            |  |  |        |        |        |
|  |              |                               | VL                | Tasmania Berlin             | 1                 |               |               |               |  |  |            |            |            |  |  |        |        |        |
|  | VL           | Tasmania Berlin a             | VL                | Tasmania Berlin             | 1                 | 2             |               |               |  |  |            |            |            |  |  |        |        |        |
|  | VL           | Tasmania Berlin a             |                   |                             |                   | 2             |               |               |  |  |            |            |            |  |  |        |        |        |
|  | LL           | SC Charlottenburg             | 2                 |                             |                   |               |               |               |  |  |            |            |            |  |  |        |        |        |
|  | LL           | SC Charlottenburg             | 2                 | OL                          | SV Lichtenberg 47 | 3             |               |               |  |  |            |            |            |  |  |        |        |        |
|  |              |                               |                   | OL                          | SV Lichtenberg 47 | 3             |               |               |  |  |            |            |            |  |  |        |        |        |
|  |              | VL                            | SC Staaken        | 1                           |                   |               |               |               |  |  |            |            |            |  |  |        |        |        |
|  | LL           | VL                            | SC Staaken        | 1                           | FC Brandenburg 03 | 1             |               |               |  |  |            |            |            |  |  |        |        |        |
|  | LL           |                               |                   |                             |                   |               |               |               |  |  |            |            |            |  |  |        |        |        |
|  | VL           | SC Staaken                    | 3                 |                             |                   |               |               |               |  |  |            |            |            |  |  |        |        |        |
|  | VL           | SC Staaken                    | 3                 | VL                          | SC Staaken c      | 2             |               |               |  |  |            |            |            |  |  |        |        |        |
|  |              |                               |                   | VL                          | SC Staaken c      | 2             |               |               |  |  |            |            |            |  |  |        |        |        |
|  |              |                               | VL                | Füchse Berlin Reinickendorf | 2                 |               |               |               |  |  |            |            |            |  |  |        |        |        |
|  | VL           | Füchse Berlin Reinickendorf b | VL                | Füchse Berlin Reinickendorf | 2                 | 2             |               |               |  |  |            |            |            |  |  |        |        |        |
|  | VL           | Füchse Berlin Reinickendorf b |                   |                             |                   |               |               |               |  |  |            |            |            |  |  |        |        |        |
|  | VL           | Hertha 03 Zehlendorf          | 2                 |                             |                   |               |               |               |  |  |            |            |            |  |  |        |        |        |

## Ergebnisse

### Qualifikationsrunde
An der Qualifikationsrunde nahmen 104 Mannschaften von der Bezirksliga bis zur Kreisliga C sowie der Pokalsieger der Freizeitliga teil.
| Datum                 |                                        | Ergebnis  |                                     |
| --------------------- | -------------------------------------- | --------- | ----------------------------------- |
| Mi 0.1.08., 19:30 Uhr | SF Charlottenburg-Wilmersdorf (KLB)    | 5:3       | TSV Lichtenberg (BL)                |
| Sa 04.08., 14:00 Uhr  | 1. FC Marzahn (KLA)                    | 06:0 1    | BSC Reinickendorf 21 (KLB)          |
| Sa 04.08., 14:00 Uhr  | TSV Helgoland 1897 (BL)                | 4:3       | SV Rot-Weiß Viktoria Mitte (KLB)    |
| Sa 04.08., 14:00 Uhr  | SV Buchholz (KLA)                      | 6:0       | Berlin Türkspor (KLA)               |
| Sa 04.08., 14:00 Uhr  | Blau-Weiß Friedrichshain (KLB)         | 2:6       | Blau-Weiß Hohenschönhausen (KLA)    |
| So 05.08., 10:45 Uhr  | NSF Gropiusstadt (KLB)                 | 6:3       | NSC Marathon 02 (KLB)               |
| So 05.08., 11:00 Uhr  | DJK Schwarz-Weiß Neukölln (BL)         | 06:0 2    | Hellersdorfer FC (KLB)              |
| So 05.08., 12:00 Uhr  | FCK Frohnau (KLA)                      | 13:20     | 1. FFV Spandau (KLC)                |
| So 05.08., 12:00 Uhr  | SV Berliner VG 49 (KLA)                | 7:1       | SG Prenzlauer Berg (KLC)            |
| So 05.08., 13:00 Uhr  | BFC Meteor 06 (KLB)                    | 7:1       | 1. FC Besiktas Berlin (KLC)         |
| So 05.08., 13:00 Uhr  | Empor Hohenschönhausen (KLB)           | 3:4       | SG Rotation Prenzlauer Berg (KLB)   |
| So 05.08., 13:30 Uhr  | WFC Corso 99/Vineta (KLC)              | 2:6       | Hertha 03 Zehlendorf (FZL)          |
| So 05.08., 14:00 Uhr  | BSC Kickers 1900 (KLA)                 | 1:4       | 1. FC Schöneberg (BL)               |
| So 05.08., 14:00 Uhr  | Alemannia 06 Haselhorst (KLA)          | 4:1 n. V. | FK Srbija Berlin (KLB)              |
| So 05.08., 14:00 Uhr  | 1. FC Berlin 06 (KLB)                  | 06:0 3    | SC Siemensstadt (KLC)               |
| So 05.08., 14:00 Uhr  | SV Deportivo Latino (KLB)              | 4:1       | SV Treptow 46 (KLB)                 |
| So 05.08., 15:00 Uhr  | BFC Südring (KLA)                      | 4:2 n. V. | Hilalspor Berlin (BL)               |
| So 05.08., 15:00 Uhr  | FV Wannsee (BL)                        | 6:0       | FC Liria Berlin (KLA)               |
| So 05.08., 15:00 Uhr  | FC Grunewald (KLA)                     | 5:1       | ASV Berlin (KLB)                    |
| So 05.08., 15:00 Uhr  | SC Berliner Amateure (KLA)             | 4:2       | KSF Anadolu-Umutspor (KLA)          |
| So 05.08., 15:00 Uhr  | FC NORDOST Berlin (BL)                 | 5:2       | FC Treptow (KLA)                    |
| So 05.08., 15:00 Uhr  | SV Askania Coepenick (KLB)             | 7:1       | RFC Liberta (KLB)                   |
| So 05.08., 15:00 Uhr  | Traber FC Mariendorf (KLA)             | 2:4       | SC Lankwitz (KLB)                   |
| So 05.08., 15:00 Uhr  | SG Stern Kaulsdorf (KLA)               | 1:2       | SV Berliner Brauereien (KLB)        |
| So 05.08., 15:00 Uhr  | SpVgg Hellas-Nordwest 04 (KLA)         | 4:1       | SK Türkyurt (KLB)                   |
| So 05.08., 15:00 Uhr  | MSV Normannia 08 (KLA)                 | 0:1       | FC Arminia Heiligensee (KLA)        |
| So 05.08., 15:00 Uhr  | SC Union Südost (KLA)                  | 3:1       | Minerva 93 Berlin (KLC)             |
| So 05.08., 15:00 Uhr  | FV Blau-Weiß Spandau (KLA)             | 1:0       | CSV Olympia 1897 (KLA)              |
| So 05.08., 15:00 Uhr  | Grün Weiss Baumschulenweg (KLB)        | 1:5       | Blau-Weiß Mahlsdorf/Waldesruh (KLA) |
| So 05.08., 15:00 Uhr  | SG Nordring 1949 (KLA)                 | 3:0       | VSG Rahnsdorf (KLB)                 |
| So 05.08., 15:00 Uhr  | Rot-Weiß Hellersdorf (KLA)             | 5:2       | Spandauer FC Veritas (KLB)          |
| So 05.08., 15:00 Uhr  | FSV Hansa 07 Berlin (KLA)              | 2:0       | Rixdorfer SV (KLA)                  |
| So 05.08., 15:00 Uhr  | FC Al-Kauthar (KLB)                    | 3:6       | Schwarz-Weiß Spandau (BL)           |
| So 05.08., 15:00 Uhr  | Besiktas JK Berlin (KLC)               | 2:4       | SSG Humboldt zu Berlin (KLB)        |
| So 05.08., 15:00 Uhr  | Steglitz GB (KLC)                      | 2:6       | SV Adler Berlin (KLA)               |
| So 05.08., 15:00 Uhr  | Sportfreunde Berlin 06 (KLC)           | 2:3       | SV Karow 96 (KLA)                   |
| So 05.08., 15:00 Uhr  | FSV Fortuna Pankow (BL)                | 11:30     | SG Eichkamp-Rupenhorn (KLC)         |
| So 05.08., 15:00 Uhr  | NFC Rot-Weiß Berlin (KLA)              | 0:2       | BSV Oranke (KLA)                    |
| So 05.08., 15:00 Uhr  | SG Blankenburg (KLA)                   | 4:2       | SV Berlin-Chemie Adlershof (KLB)    |
| So 05.08., 15:00 Uhr  | FC Kreuzberg (KLB)                     | 4:2       | Victoria Friedrichshain (KLA)       |
| So 05.08., 15:00 Uhr  | VfB Sperber Neukölln (BL)              | 0:8       | BSV Heinersdorf (KLB)               |
| So 05.08., 15:00 Uhr  | Kickers Hirschgarten (KLB)             | 2:1       | TSV Eiche Köpenick (KLB)            |
| So 05.08., 15:00 Uhr  | Borussia Pankow (KLB)                  | 2:3       | FC Hellas (KLA)                     |
| So 05.08., 15:00 Uhr  | BFC Germania 1888 (KLB)                | 3:4       | SV Nord Wedding (KLB)               |
| So 05.08., 15:00 Uhr  | SV Müggelpark Gosen (KLA)              | 3:1       | Treptower SV 1949 (KLC)             |
| So 05.08., 15:00 Uhr  | SV Schmöckwitz-Eichwalde (KLA)         | 06:0 4    | ESV Lok Schöneweide (KLC)           |
| So 05.08., 15:00 Uhr  | FC Karame (KLA)                        | 1:3       | SV Süden 09 (KLB)                   |
| So 05.08., 15:00 Uhr  | SC Borussia 1920 Friedrichsfelde (KLB) | 2:1       | SV Bau-Union Berlin (KLA)           |
| So 05.08., 15:00 Uhr  | Wartenberger SV (BL)                   | 3:4       | SFC Friedrichshain (BL)             |
| So 05.08., 15:00 Uhr  | HFC Schwarz-Weiß (KLC)                 | 1:3       | SSC Südwest 1947 (KLA)              |
| So 05.08., 15:00 Uhr  | VfB Berlin-Friedrichshain (KLA)        | 1:2       | BSV Grün-Weiss Neukölln (KLA)       |
| So 05.08., 15:00 Uhr  | Friedrichshagener SV (KLA)             | 18:10     | SG Blau-Weiß Buch (KLB)             |

### 1. Hauptrunde
An der 1. Hauptrunde nahmen 128 Mannschaften teil, die sich aus den Siegern der Qualifikationsrunde und den restlichen Vertretungen von der Regionalliga bis zur Bezirksliga zusammensetzten.
| Datum                 |                                        | Ergebnis              |                                     |
| --------------------- | -------------------------------------- | --------------------- | ----------------------------------- |
| Fr 0.7.09., 19:00 Uhr | LFC Berlin (OL)                        | 4:2                   | FC Internationale Berlin (BL)       |
| Fr 0.7.09., 19:30 Uhr | Tennis Borussia Berlin (VL)            | 7:1                   | SV Blau Weiss Berlin (BL)           |
| Fr 0.7.09., 19:30 Uhr | FC Spandau 06 (LL)                     | 0:6                   | SC Charlottenburg (LL)              |
| Sa 08.09., 14:00 Uhr  | SFC Stern 1900 (VL)                    | 2:1                   | FSV Hansa 07 Berlin (KLA)           |
| Sa 08.09., 14:00 Uhr  | BFC Dynamo (OL)                        | 12:00                 | FCK Frohnau (KLA)                   |
| Sa 08.09., 14:00 Uhr  | SV Lichtenberg 47 (OL)                 | 4:1                   | Fortuna Biesdorf (LL)               |
| Sa 08.09., 14:00 Uhr  | Berliner AK 07 (RL)                    | 6:0                   | FSV Fortuna Pankow (BL)             |
| Sa 08.09., 14:00 Uhr  | BFC Preussen (LL)                      | 1:0                   | Blau-Weiß Hohen Neuendorf (LL)      |
| Sa 08.09., 14:00 Uhr  | SV Empor Berlin (VL)                   | 3:1                   | BSV Heinersdorf (KLB)               |
| Sa 08.09., 14:00 Uhr  | Berliner Sport-Club (VL)               | 7:1                   | FC Stern Marienfelde (LL)           |
| Sa 08.09., 14:00 Uhr  | SV Blau-Gelb Berlin (LL)               | 3:2                   | SV Karow 96 (KLA)                   |
| Sa 08.09., 14:00 Uhr  | 1. FC Marzahn (KLA)                    | 1:5 n. V.             | SD Croatia Berlin (BL)              |
| Sa 08.09., 14:00 Uhr  | SSV Köpenick-Oberspree (LL)            | 2:4                   | BFC Südring (KLA)                   |
| Sa 08.09., 14:00 Uhr  | SV Berliner VG 49 (KLA)                | 5:3                   | Blau-Weiß Hohenschönhausen (KLA)    |
| Sa 08.09., 14:30 Uhr  | SG Rotation Prenzlauer Berg (KLB)      | 3:2                   | SG Nordring 1949 (KLA)              |
| So 09.09., 10:45 Uhr  | SV Norden-Nordwest (LL)                | 3:1                   | SSG Humboldt zu Berlin (KLB)        |
| So 09.09., 11:00 Uhr  | DJK Schwarz-Weiß Neukölln (BL)         | 5:0                   | FC Grunewald (KLA)                  |
| So 09.09., 11:00 Uhr  | FC Brandenburg 03 (LL)                 | 5:1                   | BFC Meteor 06 (KLB)                 |
| So 09.09., 11:15 Uhr  | Schwarz-Weiß Spandau (BL)              | 1:2 n. V.             | SF Charlottenburg-Wilmersdorf (KLB) |
| So 09.09., 12:00 Uhr  | TuS Makkabi Berlin (VL)                | 2:0                   | SV Stern Britz (BL)                 |
| So 09.09., 12:00 Uhr  | Köpenicker SC (LL)                     | 2:1                   | Nordberliner SC (LL)                |
| So 09.09., 13:00 Uhr  | BSV Oranke (KLA)                       | 3:7                   | SC Westend 1901 (BL)                |
| So 09.09., 13:15 Uhr  | SV Adler Berlin (KLA)                  | 1:4                   | Sportfreunde Johannisthal (LL)      |
| So 09.09., 14:00 Uhr  | Frohnauer SC (LL)                      | 1:4                   | 1. FC Galatasaray Spandau (LL)      |
| So 09.09., 14:00 Uhr  | BSC Marzahn (BL)                       | 0:6                   | Club Italia (VL)                    |
| So 09.09., 14:00 Uhr  | 1. FC Neukölln (BL)                    | 0:7                   | BFC Alemannia 90-Wacker (LL)        |
| So 09.09., 14:00 Uhr  | SC Union Südost (KLA)                  | 7:1                   | SV Schmöckwitz-Eichwalde (KLA)      |
| So 09.09., 14:00 Uhr  | Concordia Wittenau (BL)                | 0:2                   | Adlershofer BC (VL)                 |
| So 09.09., 14:00 Uhr  | BSC Rehberge 1945 (BL)                 | 1:0                   | Hertha 03 Zehlendorf (FZL)          |
| So 09.09., 14:00 Uhr  | VfB Hermsdorf (VL)                     | 6:0                   | BSV Grün-Weiss Neukölln (KLA)       |
| So 09.09., 14:00 Uhr  | Füchse Berlin Reinickendorf (VL)       | 5:0                   | Rot-Weiß Hellersdorf (KLA)          |
| So 09.09., 14:00 Uhr  | SC Lankwitz (KLB)                      | 0:5                   | 1. FC Lübars (LL)                   |
| So 09.09., 14:00 Uhr  | Hertha 03 Zehlendorf (VL)              | 7:1                   | 1. FC Berlin 06 (KLB)               |
| So 09.09., 14:00 Uhr  | SC Borussia 1920 Friedrichsfelde (KLB) | 0:5                   | BFC Viktoria 1889 (OL)              |
| So 09.09., 14:00 Uhr  | Berliner SV 1892 (BL)                  | 2:0                   | Friedenauer TSC (LL)                |
| So 09.09., 14:00 Uhr  | FSV Spandauer Kickers (BL)             | 5:0                   | FV Wannsee (BL)                     |
| So 09.09., 14:00 Uhr  | SC Gatow (VL)                          | 5:0                   | Cimbria Trabzonspor Berlin (LL)     |
| So 09.09., 14:00 Uhr  | Spandauer SV (LL)                      | 5:4                   | 1. FC Schöneberg (BL)               |
| So 09.09., 14:00 Uhr  | Türkiyemspor Berlin (VL)               | 6:0                   | SV Hürriyet Burgund (LL)            |
| So 09.09., 14:00 Uhr  | VfB Einheit zu Pankow (BL)             | 6:1                   | 1. FC Wacker Lankwitz (BL)          |
| So 09.09., 14:00 Uhr  | FC Arminia Heiligensee (KLA)           | 0:6                   | CFC Hertha 06 (LL)                  |
| So 09.09., 14:00 Uhr  | SV Nord Wedding (KLB)                  | 1:9                   | VSG Altglienicke (OL)               |
| So 09.09., 14:00 Uhr  | SC Staaken (VL)                        | 8:0                   | FC NORDOST Berlin (BL)              |
| So 09.09., 14:00 Uhr  | SSC Teutonia 99 (LL)                   | 5:0                   | SV Süden 09 (KLB)                   |
| So 09.09., 14:00 Uhr  | SC Union 06 Berlin (BL)                | 6:4                   | BSV Al-Dersimspor (LL)              |
| So 09.09., 14:00 Uhr  | SV Müggelpark Gosen (KLA)              | 5:3 n. V.             | SV Askania Coepenick (KLB)          |
| So 09.09., 14:00 Uhr  | SV Sparta Lichtenberg (LL)             | 5:2                   | Lichtenrader BC 25 (BL)             |
| So 09.09., 14:00 Uhr  | FC Concordia Wilhelmsruh (BL)          | 6:1                   | SV Deportivo Latino (KLB)           |
| So 09.09., 14:00 Uhr  | FC Hellas (KLA)                        | 1:7                   | Mariendorfer SV 06 (LL)             |
| So 09.09., 14:00 Uhr  | Blau-Weiß Berolina Mitte (BL)          | 3:2                   | SG Blankenburg (KLA)                |
| So 09.09., 14:15 Uhr  | SpVgg Hellas-Nordwest 04 (KLA)         | 3:2                   | Weißenseer FC (LL)                  |
| So 09.09., 14:15 Uhr  | TSV Helgoland 1897 (BL)                | 5:4                   | Berolina Stralau (BL)               |
| So 09.09., 14:30 Uhr  | Tasmania Berlin (VL)                   | 4:0                   | Blau-Weiß Mahlsdorf/Waldesruh (KLA) |
| So 09.09., 14:30 Uhr  | Sportfreunde Kladow (LL)               | 7:0                   | SpVgg Tiergarten (BL)               |
| So 09.09., 14:45 Uhr  | BSC Eintracht/Südring 1931 (BL)        | 2:4                   | BSV Hürtürkel (VL)                  |
| So 09.09., 15:00 Uhr  | FV Blau-Weiß Spandau (KLA)             | 11:00                 | FC Kreuzberg (KLB)                  |
| So 09.09., 15:00 Uhr  | 1. FC Wilmersdorf (VL)                 | 3:0                   | NSF Gropiusstadt (KLB)              |
| So 09.09., 15:00 Uhr  | Friedrichshagener SV (KLA)             | 16:00                 | Kickers Hirschgarten (KLB)          |
| So 09.09., 15:00 Uhr  | Eintracht Mahlsdorf (VL)               | 8:1                   | Alemannia 06 Haselhorst (KLA)       |
| So 09.09., 15:00 Uhr  | SC Borsigwalde 1910 (BL)               | 4:4 n. V. (3:5 i. E.) | Grünauer BC (LL)                    |
| So 09.09., 15:00 Uhr  | SC Berliner Amateure (KLA)             | 1:4                   | Concordia Britz (LL)                |
| So 09.09., 15:00 Uhr  | SV Berliner Brauereien (KLB)           | 4:3                   | SSC Südwest 1947 (KLA)              |
| So 09.09., 15:45 Uhr  | SFC Friedrichshain (BL)                | 0:1                   | TSV Rudow (VL)                      |
| Sa 13.10., 13:00 Uhr  | SV Buchholz (KLA)                      | 00:3 5                | BFC Tur Abdin (BL)                  |

### 2. Hauptrunde
An der 2. Hauptrunde nahmen die 64 Sieger der 1. Hauptrunde teil.
Die Auslosung wurde am 13. September 2012 vorgenommen.
| Datum                 |                                     | Ergebnis              |                                   |
| --------------------- | ----------------------------------- | --------------------- | --------------------------------- |
| Di 0.2.10., 19:00 Uhr | Sportfreunde Johannisthal (LL)      | 6:0                   | Friedrichshagener SV (KLA)        |
| Di 0.2.10., 19:00 Uhr | Concordia Britz (LL)                | 2:1 n. V.             | SV Sparta Lichtenberg (LL)        |
| Di 0.2.10., 19:30 Uhr | Spandauer SV (LL)                   | 2:1                   | SSC Teutonia 99 (LL)              |
| Mi 0.3.10., 11:00 Uhr | SD Croatia Berlin (BL)              | 4:1                   | FSV Spandauer Kickers (BL)        |
| Mi 0.3.10., 11:00 Uhr | Türkiyemspor Berlin (VL)            | 3:2                   | 1. FC Wilmersdorf (VL)            |
| Mi 0.3.10., 11:00 Uhr | DJK Schwarz-Weiß Neukölln (BL)      | 1:4                   | VfB Hermsdorf (VL)                |
| Mi 0.3.10., 13:15 Uhr | Sportfreunde Kladow (LL)            | 0:2                   | SC Gatow (VL)                     |
| Mi 0.3.10., 14:00 Uhr | BFC Alemannia 90-Wacker (LL)        | 1:3 n. V.             | Füchse Berlin Reinickendorf (VL)  |
| Mi 0.3.10., 14:00 Uhr | FC Concordia Wilhelmsruh (BL)       | 2:3                   | Tennis Borussia Berlin (VL)       |
| Mi 0.3.10., 14:00 Uhr | SV Müggelpark Gosen (KLA)           | 0:8                   | Blau-Weiß Berolina Mitte (BL)     |
| Mi 0.3.10., 14:00 Uhr | SV Berliner Brauereien (KLB)        | 0:5                   | SV Lichtenberg 47 (OL)            |
| Mi 0.3.10., 14:00 Uhr | BFC Viktoria 1889 (OL)              | 10:00                 | VfB Einheit zu Pankow (BL)        |
| Mi 0.3.10., 14:00 Uhr | CFC Hertha 06 (LL)                  | 2:0                   | Adlershofer BC (VL)               |
| Mi 0.3.10., 14:00 Uhr | SC Staaken (VL)                     | 10:00                 | BFC Südring (KLA)                 |
| Mi 0.3.10., 14:00 Uhr | SC Union Südost (KLA)               | 0:2                   | Club Italia (VL)                  |
| Mi 0.3.10., 14:00 Uhr | BSC Rehberge 1945 (BL)              | 0:7                   | TuS Makkabi Berlin (VL)           |
| Mi 0.3.10., 14:00 Uhr | SF Charlottenburg-Wilmersdorf (KLB) | 0:2                   | FC Brandenburg 03 (LL)            |
| Mi 0.3.10., 14:00 Uhr | Eintracht Mahlsdorf (VL)            | 1:5                   | Berliner AK 07 (RL)               |
| Mi 0.3.10., 14:00 Uhr | SV Blau-Gelb Berlin (LL)            | 1:7                   | VSG Altglienicke (OL)             |
| Mi 0.3.10., 14:00 Uhr | SpVgg Hellas-Nordwest 04 (KLA)      | 2:0                   | SC Westend 1901 (BL)              |
| Mi 0.3.10., 14:00 Uhr | SC Charlottenburg (LL)              | 3:1                   | Berliner Sport-Club (VL)          |
| Mi 0.3.10., 14:00 Uhr | BSV Hürtürkel (VL)                  | 9:2                   | SG Rotation Prenzlauer Berg (KLB) |
| Mi 0.3.10., 14:00 Uhr | SC Union 06 Berlin (BL)             | 0:3                   | LFC Berlin (OL)                   |
| Mi 0.3.10., 14:00 Uhr | Hertha 03 Zehlendorf (VL)           | 8:0                   | TSV Helgoland 1897 (BL)           |
| Mi 0.3.10., 14:00 Uhr | BFC Dynamo (OL)                     | 4:0                   | 1. FC Galatasaray Spandau (LL)    |
| Mi 0.3.10., 14:00 Uhr | FV Blau-Weiß Spandau (KLA)          | 1:2                   | TSV Rudow (VL)                    |
| Mi 0.3.10., 14:00 Uhr | Köpenicker SC (LL)                  | 1:2                   | Grünauer BC (LL)                  |
| Mi 0.3.10., 14:00 Uhr | 1. FC Lübars (LL)                   | 6:0                   | Berliner SV 1892 (BL)             |
| Mi 0.3.10., 14:00 Uhr | Tasmania Berlin (VL)                | 5:2                   | Mariendorfer SV 06 (LL)           |
| Mi 0.3.10., 14:00 Uhr | SV Berliner VG 49 (KLA)             | 0:6                   | SV Empor Berlin (VL)              |
| Mi 0.3.10., 18:00 Uhr | SFC Stern 1900 (VL)                 | 1:1 n. V. (2:3 i. E.) | BFC Preussen (LL)                 |
| Mi .24.10., 18:00 Uhr | BFC Tur Abdin (BL)                  | 3:0                   | SV Norden-Nordwest (LL)           |

### 3. Hauptrunde
An der 3. Hauptrunde nahmen die 32 Sieger der 2. Hauptrunde teil.
Die Auslosung wurde am 13. September 2012 vorgenommen.
| Datum                 |                                  | Ergebnis              |                                |
| --------------------- | -------------------------------- | --------------------- | ------------------------------ |
| Fr .12.10., 19:30 Uhr | Tennis Borussia Berlin (VL)      | 1:3                   | Berliner AK 07 (RL)            |
| Sa 13.10., 14:00 Uhr  | SV Lichtenberg 47 (OL)           | 5:0                   | BFC Preussen (LL)              |
| So 14.10., 11:00 Uhr  | FC Brandenburg 03 (LL)           | 3:1                   | Türkiyemspor Berlin (VL)       |
| So 14.10., 14:00 Uhr  | Club Italia (VL)                 | 0:1                   | TuS Makkabi Berlin (VL)        |
| So 14.10., 14:00 Uhr  | BFC Dynamo (OL)                  | 8:2                   | Sportfreunde Johannisthal (LL) |
| So 14.10., 14:00 Uhr  | Hertha 03 Zehlendorf (VL)        | 3:1                   | TSV Rudow (VL)                 |
| So 14.10., 14:00 Uhr  | Füchse Berlin Reinickendorf (VL) | 5:1                   | SD Croatia Berlin (BL)         |
| So 14.10., 14:00 Uhr  | Tasmania Berlin (VL)             | 5:0                   | 1. FC Lübars (LL)              |
| So 14.10., 14:00 Uhr  | Grünauer BC (LL)                 | 1:0                   | VfB Hermsdorf (VL)             |
| So 14.10., 14:00 Uhr  | SV Empor Berlin (VL)             | 0:3 n. V.             | BFC Viktoria 1889 (OL)         |
| So 14.10., 14:00 Uhr  | Spandauer SV (LL)                | 1:1 n. V. (5:4 i. E.) | VSG Altglienicke (OL)          |
| So 14.10., 14:00 Uhr  | SC Gatow (VL)                    | 1:2 n. V.             | SC Staaken (VL)                |
| So 14.10., 14:00 Uhr  | Blau-Weiß Berolina Mitte (BL)    | 4:5 n. V.             | CFC Hertha 06 (LL)             |
| So 14.10., 14:00 Uhr  | SC Charlottenburg (LL)           | 3:0                   | Concordia Britz (LL)           |
| So 14.10., 14:00 Uhr  | SpVgg Hellas-Nordwest 04 (KLA)   | 0:3                   | LFC Berlin (OL)                |
| Mi 0.7.11., 18:00 Uhr | BSV Hürtürkel (VL)               | 2:1                   | BFC Tur Abdin (BL)             |

### Achtelfinale
Am Achtelfinale nahmen die 16 Sieger der 3. Hauptrunde teil.
Die Auslosung wurde am 7. Dezember 2012 vorgenommen.
| Datum                 |                                  | Ergebnis              |                           |
| --------------------- | -------------------------------- | --------------------- | ------------------------- |
| Sa 16.02., 14:00 Uhr  | SV Lichtenberg 47 (OL)           | 6:5                   | Spandauer SV (LL)         |
| So 17.02., 14:00 Uhr  | Grünauer BC (LL)                 | 2:3                   | LFC Berlin (OL)           |
| Mi 0.6.03., 18:45 Uhr | Füchse Berlin Reinickendorf (VL) | 2:2 n. V. (4:3 i. E.) | Hertha 03 Zehlendorf (VL) |
| Mi 0.6.03., 19:00 Uhr | FC Brandenburg 03 (LL)           | 1:3                   | SC Staaken (VL)           |
| Mi 0.6.03., 19:00 Uhr | Tasmania Berlin (VL)             | 2:2 n. V. (3:0 i. E.) | SC Charlottenburg (LL)    |
| Mi 0.6.03., 19:00 Uhr | BFC Viktoria 1889 (OL)           | 3:0                   | Berliner AK 07 (RL)       |
| Mi 0.6.03., 19:00 Uhr | CFC Hertha 06 (LL)               | 3:0                   | TuS Makkabi Berlin (VL)   |
| Mi .24.04., 18:00 Uhr | BFC Dynamo (OL)                  | 7:0                   | BSV Hürtürkel (VL)        |

### Viertelfinale
Am Viertelfinale nahmen die acht Sieger aus dem Achtelfinale teil.
Die Auslosung wurde am 7. März 2013 vorgenommen.
| Datum                 |                        | Ergebnis              |                                  |
| --------------------- | ---------------------- | --------------------- | -------------------------------- |
| Mi .10.04., 19:00 Uhr | SV Lichtenberg 47 (OL) | 3:1                   | Tasmania Berlin (VL)             |
| Do 09.05., 14:00 Uhr  | BFC Dynamo (OL)        | 3:0                   | LFC Berlin (OL)                  |
| Mi .15.05., 18:00 Uhr | SC Staaken (VL)        | 2:2 n. V. (4:2 i. E.) | Füchse Berlin Reinickendorf (VL) |
| Mi .15.05., 18:30 Uhr | BFC Viktoria 1889 (OL) | 2:0                   | CFC Hertha 06 (LL)               |

### Halbfinale
Am Halbfinale nahmen die vier Sieger aus dem Viertelfinale teil.
Die Auslosung wurde am 7. März 2013 vorgenommen.
| Datum                 |                        | Ergebnis              |                 |
| --------------------- | ---------------------- | --------------------- | --------------- |
| Mi .29.05., 18:30 Uhr | SV Lichtenberg 47 (OL) | 3:1                   | SC Staaken (VL) |
| Mi .29.05., 18:30 Uhr | BFC Viktoria 1889 (OL) | 2:2 n. V. (3:5 i. E.) | BFC Dynamo (OL) |

### Finale
| BFC Dynamo                                                                       | BFC Dynamo | SV Lichtenberg 47 | SV Lichtenberg 47 |
| -------------------------------------------------------------------------------- | --- | --- | ----------------- |
| BFC Dynamo                                                                       | \| Mittwoch, 12. Juni 2013 um 19:00 Uhr in Berlin (Friedrich-Ludwig-Jahn-Sportpark) \| \| Ergebnis: 1:0 (1:0) \| \| Zuschauer: 6.381 \| \| Schiedsrichter: Lasse Koslowski \| | \| Mittwoch, 12. Juni 2013 um 19:00 Uhr in Berlin (Friedrich-Ludwig-Jahn-Sportpark) \| \| Ergebnis: 1:0 (1:0) \| \| Zuschauer: 6.381 \| \| Schiedsrichter: Lasse Koslowski \| | SV Lichtenberg 47 |
| BFC Dynamo                                                                       | Carsten Busch – Tom Butzmann, Patrick Brendel, Maciej Kwiatkowski, Christof Köhne – Christian Preiß, Philip Saalbach, Ibrahim Keser (90.+4' Philipp Werner), Tobias Scharlau (89. Richard Ohlow) – Björn Brunnemann (86. Nico Paepke) – Kevin-John Gutsche Cheftrainer: Volkan Uluc | Danny Kempter – Geoffrey Borchardt, Patrick Töpfer, Sebastian Reiniger, Christian Jacobeit (68. Lukas Rehbein) – Uwe Lehmann , Kadir Erdil – Marinko Becke (80. Moussa Doumbia), Christian Gawe, Björn Bandermann – Kai Druschky (60. Johannes Ebert) Cheftrainer: Daniel Volbert | SV Lichtenberg 47 |
| BFC Dynamo                                                                       | 1:0 Kevin-John Gutsche (5.) | | SV Lichtenberg 47 |
| BFC Dynamo                                                                       | Christof Köhne, Björn Brunnemann, Ibrahim Keser, Tobias Scharlau | Björn Bandermann, Kadir Erdil | SV Lichtenberg 47 |
| Mittwoch, 12. Juni 2013 um 19:00 Uhr in Berlin (Friedrich-Ludwig-Jahn-Sportpark) | | |                   |
| Ergebnis: 1:0 (1:0)                                                              | | |                   |
| Zuschauer: 6.381                                                                 | | |                   |
| Schiedsrichter: Lasse Koslowski                                                  | | |                   |

## Der Landespokalsieger im DFB-Pokal 2013/14
| Datum                      |                | Ergebnis  |                   | Runde         |
| -------------------------- | -------------- | --------- | ----------------- | ------------- |
| So., 04.08.2013, 16:00 Uhr | BFC Dynamo (V) | 0:2 (0:1) | VfB Stuttgart (I) | 1. Hauptrunde |